# Palmarès dell'Associazione Calcio Milan

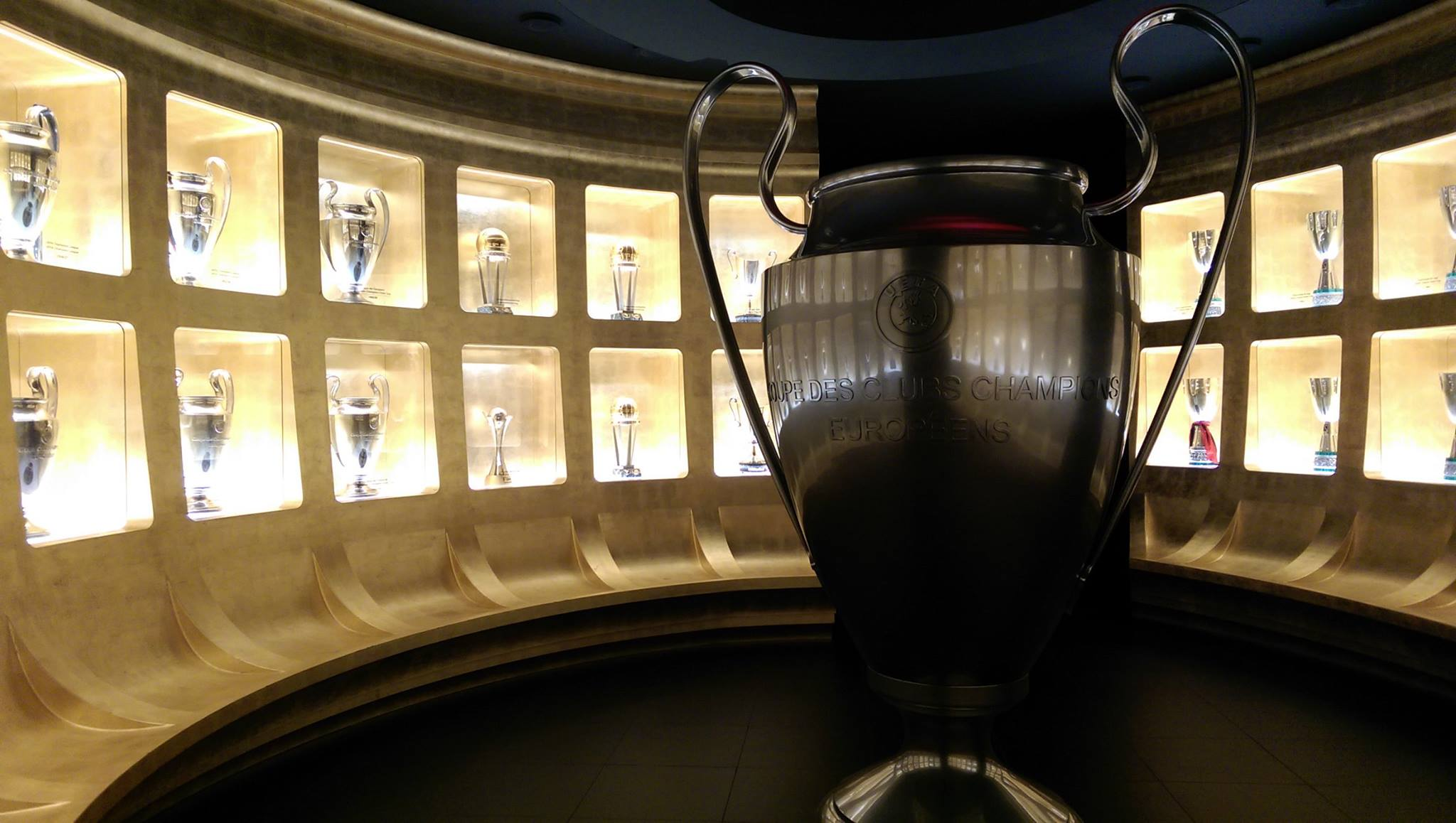
Una visuale parziale della sala trofei rossonera all'interno di Casa Milan.

Il palmarès dell'Associazione Calcio Milan, società calcistica italiana per azioni con sede a Milano, è fra i più prestigiosi a livello mondiale.
Il Milan è la terza squadra al mondo per numero di titoli confederali e interconfederali vinti (18, alle spalle di Real Madrid e Al-Ahly, rispettivamente a quota 33 e 27). Se in ambito internazionale il Milan è la squadra italiana con più successi, la prima italiana ad avere vinto la Coppa dei Campioni (nel 1962-1963), in ambito italiano è il terzo club più titolato, alle spalle della Juventus (60 trofei) e dell'Inter (37 trofei), avendo vinto 32 trofei nazionali (19 scudetti, 5 Coppe Italia e 8 Supercoppe italiane). Complessivamente, con 50 trofei ufficiali vinti (32 nazionali e 18 internazionali), è il secondo club italiano più titolato dietro alla Juventus (71 trofei).

## Prima squadra
Il Milan è la seconda società calcistica più titolata del Paese, con un totale complessivo di 50 trofei ufficiali, nonché, uno dei club più prestigiosi al mondo.
Per numero di competizioni confederali e interconfederali, la società milanese risulta essere la terza al mondo (alle spalle di Real Madrid e Al-Ahly a quota 33 e 27) a pari merito con Boca Juniors e Independiente, avendo conquistato 18 trofei internazionali, mentre in Italia si colloca al primo posto per numero di successi ottenuti (seguita da Juventus e Inter, rispettivamente a 11 e 9).
La società rossonera risulta essere inoltre il secondo club più blasonato del panorama europeo, avendo conquistato 14 titoli europei UEFA (a pari merito con il Barcellona e alle spalle del Real Madrid a quota 23). A livello internazionale il Milan annovera complessivamente sette successi in Coppa dei Campioni/Champions League, cinque trionfi in Supercoppa UEFA, tre successi nella Coppa Intercontinentale, due vittorie in Coppa delle Coppe e una Coppa del mondo per club.
Il palmarès nazionale dei rossoneri che conta in totale 32 titoli, è distinto dalla vittoria di 19 scudetti, cinque successi in Coppa Italia e otto trionfi in Supercoppa italiana, risultando la terza squadra più blasonata d'Italia (alle spalle di Juventus e Inter rispettivamente a quota 59 e 37).

### Successi nazionali

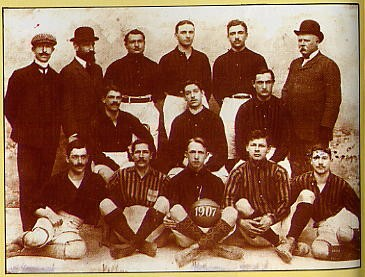
La squadra rossonera nel 1907, durante la vittoria del terzo scudetto.

Il primo successo rossonero arrivò nel 1901, con la vittoria del primo scudetto conquistato dal blocco italo-inglese condotto da Herbert Kilpin (principale fondatore del Milan Football and Cricket Club), risultando la seconda squadra in assoluto a raggiungere tale traguardo, dopo il Genoa Cricket and Football Club; seguirono poi i successi del 1906 e del 1907 che interruppero il dominio genoano, prima di un periodo di insuccessi durato 44 anni e terminato con la vittoria del quarto scudetto nel 1950-1951, grazie alle gesta del trio svedese soprannominato Gre-No-Li e formato dai calciatori Gunnar Gren, Gunnar Nordahl e Nils Liedholm. Negli anni cinquanta il Milan si aggiudicò la vittoria di altri tre scudetti (1954-1955, 1956-1957 e 1958-1959).
In totale il Milan si è laureato Campione d'Italia in 19 occasioni, divenendo il terzo club più scudettato d'Italia alle spalle di Juventus (36) e Inter (20). I rossoneri fanno parte di quella schiera stretta di squadre (insieme a Juventus e Inter) ad avere ottenuto la stella commemorativa per avere vinto almeno dieci scudetti nella sua storia. Tale riconoscimento fu conquistato dai rossoneri nella stagione 1978-1979.

Il Milan mentre festeggia la sua quarta Coppa Italia vinta ai danni dell'Inter, nella stagione 1976-1977.

Nella stagione 1966-1967 il club meneghino conquistò la sua prima Coppa Italia, vinta per 1-0 contro il Padova. Dopo la Juventus il Milan è la seconda squadra ad avere ottenuto due successi consecutivi nella competizione, negli anni 1971-1972 e 1972-1973, conquistando la sua terza coppa nazionale durante il ciclo vincente degli anni settanta. L'ultimo successo rossonero in Coppa Italia risale all'anno 2002-2003, con la vittoria per un 6-3 complessivo (4-1 all'andata e 2-2 al ritorno) sulla Roma; con cinque successi ottenuti nella competizione il Milan è la settima squadra per numeri di trofei vinti (a pari merito con il Torino).
Nel 1988 viene istituita la Supercoppa italiana, competizione che vede contrapporre la squadra Campione d'Italia contro la vincente della Coppa Italia. La prima edizione venne disputata dai rossoneri reduci dalla conquista dell'undicesimo scudetto, contro la Sampdoria vittoriosa della sua seconda coppa nazionale.

La squadra rossonera posa con la sua prima Supercoppa italiana, al termine dell'edizione inaugurale del 1988.

Il Milan è stato il primo club a conquistare il trofeo, ottenendo nel corso della sua storia otto successi, che lo pongono alle spalle della Juventus ed a pari merito con l'Inter, nonché uno dei due club, insieme ai concittadini delI'Inter, ad aver vinto la Supercoppa italiana per tre edizioni di fila dal 1992 al 1994.

### Successi internazionali
I primi traguardi europei del Milan furono la conquista della Coppa Latina nel 1951, vinta 5-0 contro il Lilla, e il successo del 1956 ottenuto ai danni dell'Athletic Bilbao per 3-1, che la rendono la squadra più titolata della competizione (a pari merito con Real Madrid e Barcellona) e l'unica italiana ad avere vinto tale trofeo. Tuttavia, la Coppa Latina negli anni non è mai stata riconosciuta come competizione ufficiale né dalla FIFA né dalla UEFA.

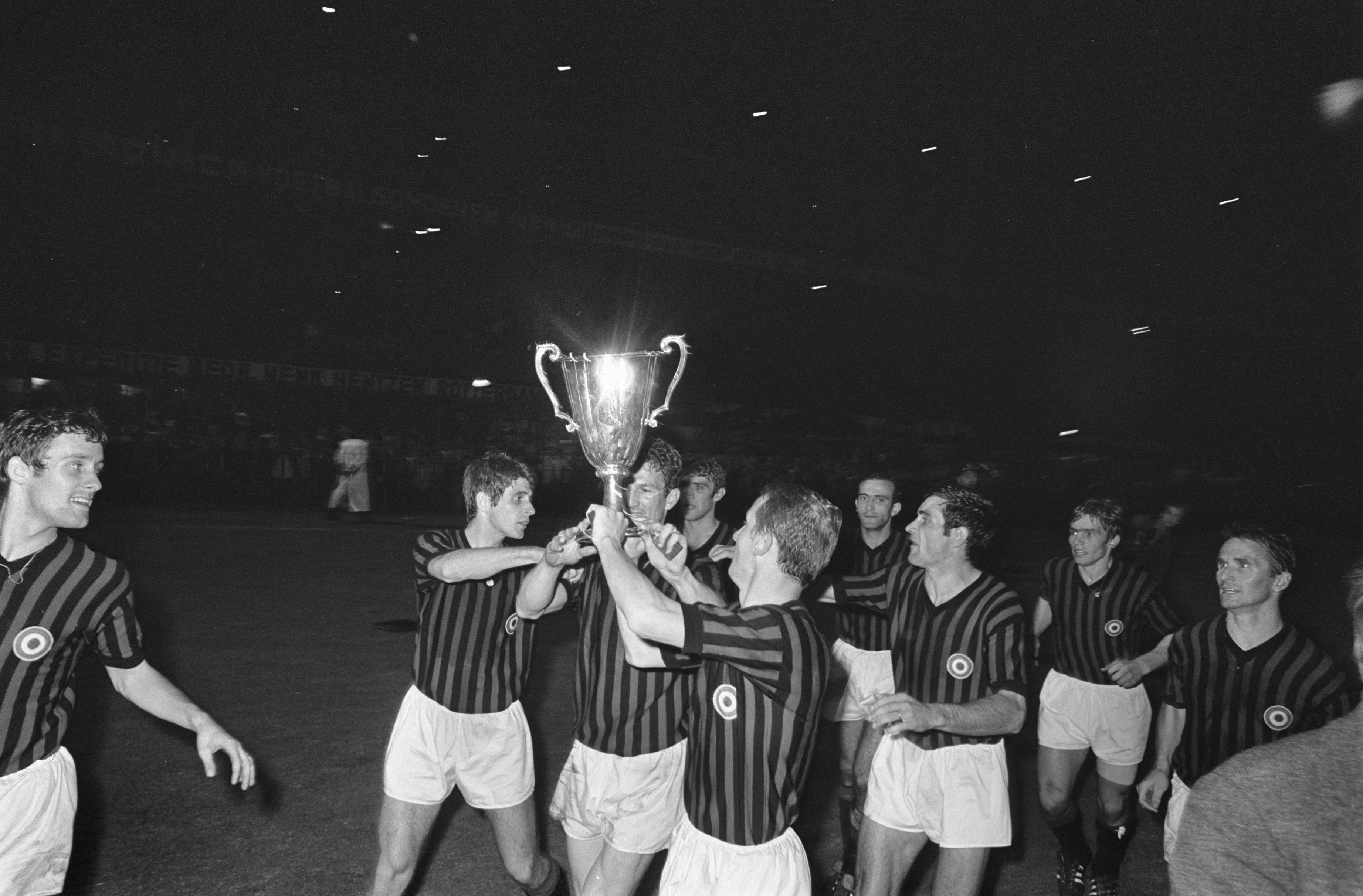
Il Milan solleva la sua prima Coppa delle Coppe nel 1968

Nel 1955 venne istituita la Coppa dei Campioni, competizione che in breve tempo divenne il trofeo più prestigioso d'Europa. Il Milan fu la prima squadra italiana a conquistare tale trofeo nella stagione 1962-1963, ai danni del Benfica 2-1. Successivamente la squadra meneghina conquistò la Coppa dei Campioni nella stagione 1968-1969 e nel 1988-1989, superando il record dell'Inter che sino ad allora era la squadra italiana con più titoli nella competizione (conquistate durante l'era della grande Inter nel 1963-1964 e 1964-1965). L'anno seguente il Milan si laureò nuovamente Campione d'Europa vincendo la sua quarta Coppa dei Campioni. 

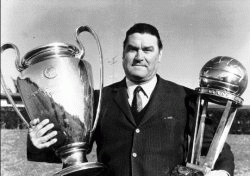
L'allenatore rossonero Nereo Rocco posa con la Coppa dei Campioni e la Coppa Intercontinentale conquistate nel 1969.

Durante l'era di Fabio Capello il Milan vinse la sua quinta Champions League (nuova denominazione assunta dal 1992) nel 1993-1994, risultando la seconda squadra più titolata della competizione. Durante gli anni duemila i meneghini vengono condotti dall'ex rossonero Carlo Ancelotti, con cui vincono altre due Champions League nel 2002-2003 e nel 2006-2007, rispettivamente contro Juventus e Liverpool. Grazie ai sette successi ottenuti nella competizione il Milan detiene il record italiano di squadra più titolata di sempre e seconda in assoluto alle spalle del Real Madrid a quota 15.
Sotto la guida di Nereo Rocco il Milan vince l'ottava edizione della Coppa delle Coppe nel 1967-1968; dopo il successo della Fiorentina agli esordi della competizione, il Milan diviene la seconda squadra italiana ad avere conquistato tale trofeo, ed è l'unica ad avere vinto almeno due edizioni (il secondo successo arrivò difatti nel 1972-1973).

Il Milan posa con la sua terza Supercoppa UEFA vinta nell'edizione 1994

Nel 1969 il Milan conquista la decima edizione della Coppa Intercontinentale, competizione che vedeva contrapporre la vincente della Coppa dei Campioni contro il club sudamericano che conquistava la Coppa Libertadores, per decretare la società campione del mondo. Il Milan fu la seconda squadra italiana a vincere il trofeo, ed è l'unica ad avere vinto tre edizioni (1969, 1989 e 1990), divenendo la società più blasonata della competizione (a pari merito con Boca Juniors, Nacional, Peñarol e Real Madrid).
Durante l'era Sacchi la società rossonera trionfa nella quattordicesima edizione della Supercoppa UEFA nel 1989, che vedeva inizialmente contrapporre la vincente della Coppa dei Campioni contro la vincente della Coppa delle Coppe, successivamente sostituita dalla vincitrice della Coppa UEFA. Il Milan è il secondo club più blasonato della competizione (condiviso con il Barcellona), avendo conquistato il trofeo in cinque occasioni (1989, 1990, 1994, 2003 e 2007), ed è inoltre l'unica società (insieme al Real Madrid) ad avere vinto due edizioni consecutive.

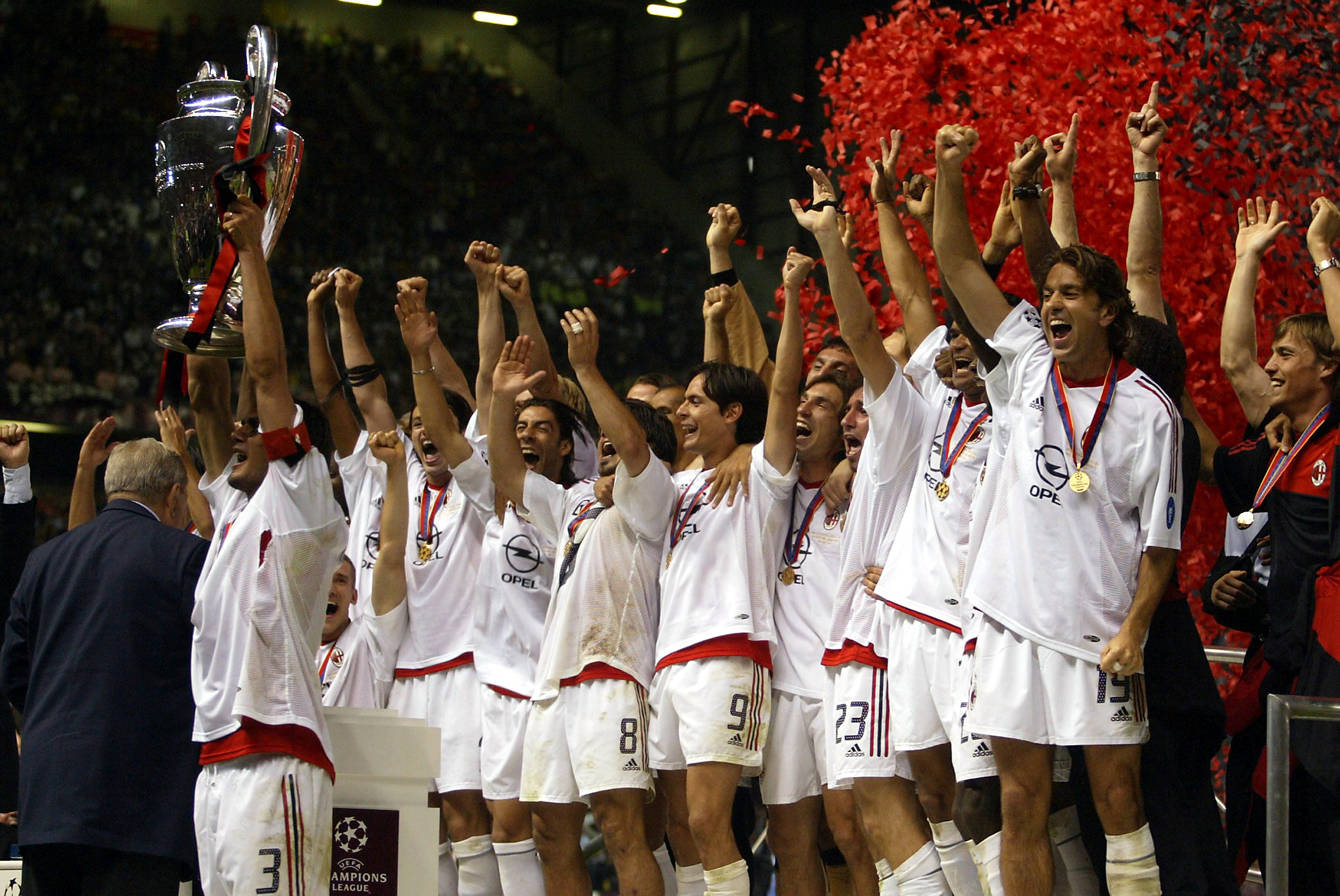
La squadra rossonera festeggia il suo sesto sigillo in Champions League.

Nel 2007 il club rossonero conquista la Coppa del mondo per club grazie alla vittoria per 4-2 contro il Boca Juniors, divenendo la prima squadra italiana ed europea a vincere tale competizione. In seguito a tale successo, il Milan si affermò come club più titolato al mondo, avendo conquistato sino a quel momento, 18 trofei internazionali (record che fu poi eguagliato da Boca Juniors e Independiente e superato da Real Madrid e Al-Ahly).

### Competizioni ufficiali
50 trofei

#### Competizioni nazionali
32 trofei
|  | Titolo/i                | Anno/i |
|  | ----------------------- | --- |
|  | Campionato italiano: 19 | 1901; 1906; 1907; 1950-1951; 1954-1955; 1956-1957; 1958-1959; 1961-1962; 1967-1968; 1978-1979 1987-1988; 1991-1992; 1992-1993; 1993-1994; 1995-1996; 1998-1999; 2003-2004; 2010-2011; 2021-2022 |
|  | Coppa Italia: 5         | 1966-1967; 1971-1972; 1972-1973; 1976-1977; 2002-2003 |
|  | Supercoppa italiana: 8  | 1988; 1992; 1993; 1994; 2004; 2011; 2016; 2024 |

#### Competizioni internazionali
18 trofei (record italiano)
|  | Titolo/i                                                                                             | Anno/i                                                                      |
|  | --- | --------------------------------------------------------------------------- |
|  | Coppa dei Campioni/UEFA Champions League: 7 (record italiano)                                        | 1962-1963; 1968-1969; 1988-1989; 1989-1990; 1993-1994; 2002-2003; 2006-2007 |
|  | Coppa delle Coppe UEFA: 2 (record italiano)                                                          | 1967-1968; 1972-1973                                                        |
|  | Supercoppa UEFA: 5 (record italiano)                                                                 | 1989; 1990; 1994; 2003; 2007                                                |
|  | Coppa Intercontinentale: 3 (record condiviso con Real Madrid, Peñarol, Club Nacional e Boca Juniors) | 1969; 1989; 1990                                                            |
|  | Coppa del mondo per club FIFA: 1 (record italiano condiviso con l'Inter)                             | 2007                                                                        |

### Altre competizioni

#### Competizioni nazionali
- Serie B: 2

1980-1981; 1982-1983
- Torneo FGNI: 5 (record)

1902; 1904; 1905; 1906; 1907
- Coppa Federale: 1 (record)

1915-1916
- Medaglia del Re: 3[83]

1900; 1901; 1902
- Trofeo Albero di Natale: 1

1900
- Coppa Novara: 1

1903
- Coppa Reyer San Marco di Venezia: 2

1903; 1905
- Coppa Lombardia: 4

1904; 1905; 1906; 1907
- Torneo di Alessandria: 1

1904
- Palla Dapples: 23

Dal 1905 al 1908
- Coppa Spensley: 2[93][94]

1905-1906, 1906-1907
- Medaglia Esposizione Internazionale di Milano: 1

1906
- Medaglia d'oro Ausonia: 1

1906-1907
- Coppa Solcio: 3

1909-1910, 1910-1911, 1911-1912
- Torneo di Brescia: 1

1909-1910
- Coppa Mantova: 1

1909-1910
- Challenge Pro Vicenza: 1

1910-1911
- Scarpa d'argento Gerolamo Radice: 3

1911-1912, 1914-1915, 1921-1922
- Coppa Lario: 2

1912-1913, 1913-1914
- Medaglia Comitato Pro Aviazione Nazionale: 1

1912-1913
- Coppa Marx: 1

1914-1915
- Torneo di Milano: 1

1914-1915
- Coppa Natale: 1

1914-1915
- Coppa Gazzetta dello Sport: 1

1915-1916
- Coppa Val d'Olona: 1

1916-1917
- Coppa Boneschi: 1

1916-1917
- Coppa Unione e Progresso Monza: 1

1916-1917
- Coppa Lombardia: 1

1916-1917
- Coppa Mauro: 1

1917-1918
- Coppa Giurati: 1

1918-1919
- Trofeo Lombardi e Macchi: 1

1924-1925
- Torneo del Littorio: 1

1926-1927
- Coppa Casinò di Sanremo: 1

1934-1935
- Coppa Angelo Monti: 1

1944-1945
- Coppa Disciplina: 4

1949-1950, 1950-1951, 1954-1955, 1956-1957
- Torneo Città di Milano: 2[121]

1963; 1978
- Coppa Luigi Carraro: 1

1967-1968
- Coppa Renato Dall'Ara[123]: 5

1966-1967; 1971-1972; 1972-1973; 1976-1977; 2002-2003
- Coppa Giuseppe Meazza: 1

1987-1988
- Memorial Armando Picchi: 1

1989
- Summer Tournament Padova: 1

1992
- Trofeo Luigi Berlusconi: 13[126]

1992; 1993; 1994; 1996; 1997; 2002; 2005; 2006; 2007; 2008; 2009; 2011; 2014
- Coppa del Mediterraneo: 2

1992; 1994
- Memorial Giorgio Ghezzi: 2

1993; 1994
- Memorial Trabattoni: 1

2000-2001
- Trofeo TIM: 5

2001; 2006; 2008; 2014; 2015
- Trofeo Seat Pagine Gialle: 1

2005
- Trofeo città di Chiasso: 1

2013-2014
- Trofeo San Nicola: 1

2015
- Trofeo Silvio Berlusconi: 2

2023; 2024

#### Competizioni internazionali
- Coppa Latina: 2 (record condiviso con Real Madrid e Barcellona)

1951; 1956
- Coppa Mitropa: 1

1981-1982
- Coppa dell'amicizia: 3[137]

1959, 1960, 1961
- Coppa Chiasso: 3[138]

1906; 1907; 1908
- Coppa Lugano: 2

1907-1908, 1908-1909
- Coppa Camille Blanc: 1

1920-1921
- Coupe de La Vie: 1

1932
- Coppa città di Nizza: 2

1932-1933, 1933-1934
- Torneo di Caracas: 1

1964-1965
- Coppa città di Toronto: 1

1968-1969
- Torneo città di New York: 1

1968-1969
- Trofeo Villa de Madrid: 3

1973; 1977; 1991
- Mundialito per club[148]: 1

1987
- Trofeo Santiago Bernabéu: 2

1988; 1990
- Torneo città di Zurigo: 1

1991-1992
- Torneo di Capodanno Amaro Lucano: 1

1991-1992
- Columbus Cup Tournament: 1

1991-1992
- CSIL Champions Cup: 1

1991-1992
- Coppa del Mediterraneo: 2

1992-1993, 1994-1995
- Torneo Nereo Rocco: 1

1992-1993
- Trofeo Ciudad de Oviedo: 1

1993
- Torneo Ciudad de la Coruna: 1

1992-1993
- Trofeo Città di Barcellona: 1

1994
- CBC Cup: 1

1993-1994
- Shenyang Cup: 1

1993-1994
- Tokyo Cup: 1

1993-1994
- Pengyei Cup: 1

1994-1995
- Coppa del Drago: 1

1994-1995
- Opel Cup: 1

1994-1995
- Trofeo di Navarra: 1

1996-1997
- Opel Master Cup: 3

1997; gennaio 1999; agosto 1999
- Trofeo Juan Acuna: 1

1998
- Trofeo San Benedetto del Tronto: 1

1998
- Qatar Airway Trophy: 1

2002
- Champions World Series: 1

2004
- Emirates Challenge Cup: 4[168]

2009; 2011; 2012; 2014
- Trofeo Taçi Oil: 1

2009
- Telekom Cup: 1

2022

### Altri piazzamenti

#### Competizioni ufficiali
- Campionato italiano di Serie A

Secondo posto: 1902; 1947-1948; 1949-1950; 1951-1952; 1955-1956; 1960-1961; 1964-1965; 1968-1969; 1970-1971; 1971-1972; 1972-1973; 1989-1990; 1990-1991; 2004-2005; 2011-2012; 2020-2021; 2023-2024
Terzo posto: 1937-1938; 1940-1941; 1948-1949; 1952-1953; 1953-1954; 1959-1960; 1962-1963; 1963-1964; 1975-1976; 1988-1989; 1999-2000; 2002-2003; 2005-2006; 2008-2009; 2009-2010; 2012-2013
- Coppa Italia

Finalista: 1941-1942; 1974-1975; 1984-1985; 1989-1990; 1997-1998; 2015-2016; 2017-2018; 2024-2025
Secondo posto: 1967-1968; 1970-1971
Semifinalista: 1935-1936; 1936-1937; 1937-1938; 1938-1939; 1990-1991; 1991-1992; 1992-1993; 2000-2001; 2001-2002; 2003-2004; 2006-2007; 2010-2011; 2011-2012; 2018-2019; 2019-2020; 2021-2022
- Supercoppa italiana

Finalista: 1996; 1999; 2003; 2018; 2022

#### Competizioni internazionali

##### Competizioni ufficiali
- Coppa dei Campioni/UEFA Champions League

Finalista: 1957-1958; 1992-1993; 1994-1995; 2004-2005
Semifinalista: 1955-1956; 2005-2006, 2022-2023
- Coppa delle Coppe UEFA

Finalista: 1973-1974
- Coppa UEFA

Semifinalista: 1971-1972; 2001-2002
- Supercoppa UEFA

Finalista: 1973; 1993
- Coppa Intercontinentale

Finalista: 1963; 1993; 1994; 2003
- Coppa Latina

Finalista: 1953
Terzo posto: 1955; 1957

## Seconda squadra (campionato riserve)
Nel 1904 venne istituito il campionato di Seconda Categoria, competizione riservata alle riserve (sia maggiorenni che minorenni) delle società che prendevano parte al campionato maggiore. In tale competizione il Milan II si laureò Campione d'Italia in due occasioni, nel 1906 e nel 1911-1912.
- Campionato di Seconda Categoria: 2 (record condiviso con la Pro Vercelli)

1906; 1911-1912
- Campionato Ragazzi: 3 (record)

1955-1956; 1956-1957; 1957-1958
- Campionato Cadetti: 2 (record)

1956-1957; 1958-1959
- Campionato De Martino: 2

1966-1967; 1968-1969

## Settore giovanile

### Squadra Primavera (Under-19)

La squadra giovanile rossonera festeggia il settimo successo al Torneo di Viareggio nell'edizione 1999

A livello nazionale la Primavera del Milan partecipa al campionato giovanile Under-19, e alla Coppa Italia di categoria.
In ambito internazionale partecipa ogni anno al Torneo di Viareggio, uno dei tornei giovanili più prestigiosi al mondo, riconosciuto ufficialmente da CONI, FIFA, FIGC e UEFA, competizione nella quale occupa a pari merito con la Juventus il primo posto generale per numero di trofei vinti nel torneo (9), ed è, dopo la Fiorentina, la squadra che ha il maggior numero di finali disputate (16).

#### Competizioni nazionali
- Campionato Primavera: 1

1964-1965
- Coppa Italia Primavera: 2

1984-1985; 2009-2010
- Torneo Nazionale di Borgo a Mozzano: 1

1967-1968
- Trofeo città di Alassio: 2

1972, 1974
- Trofeo Caligaris: 4

1982-1983, 1983-1984, 1984-1985, 1985-1986
- Memorial Mattia Dal Bello: 3

2006, 2009, 2010

#### Competizioni internazionali
- Torneo di Viareggio: 9[173]  (record condiviso con la Juventus)

1949; 1952; 1953; 1957; 1959; 1960; 1999; 2001; 2014
- Torneo Juniores di Servette: 1

1952
- Trofeo Piemonte: 1

1952
- Torneo di Liegi: 1

1955-56
- Blue Stars/FIFA Youth Cup: 2

1958; 1977
- Torneo Internazionale Under-19 Bellinzona: 2

1958; 1984
- Trofeo Marignanes città di Marsiglia: 1

1964
- Torneo di Busto Arsizio: 1

1964
- Torneo di Ginevra: 1

1974-75
- Torneo Internazionale di Le Havre: 1

1978-79
- Torneo Città di Vignola: 1

1980
- Trofeo Dossena: 3[174]

1981; 2007; 2016
- Tournoi International Juniors U-19 de Croix: 3

1982, 1983, 1986

### Squadra Under-18
La Squadra Berretti partecipa ogni anno al campionato nazionale della categoria, competizione dove è seconda tra le squadre con il maggior numero di vittorie (7), superata solo dal Torino (8).

#### Competizioni nazionali
- Campionato Nazionale Dante Berretti: 7

1971-1972; 1981-1982; 1982-1983; 1984-1985; 1989-1990; 1993-1994; 2008-2009

#### Competizioni internazionali
- Torneo Juniores di Cannes: 2

1955; 1964
- Torneo Juniores di Saint-Joseph: 1

1986
- Torneo Juniores di Naters[176]: 1

2003

### Squadre Allievi (Under-17)
La divisione giovanile Allievi è suddivisa in due formazioni di calciatori tra i 15 e 17 anni d'età. Nella gerarchia delle squadre calcistiche giovanili italiane è posta prima dei Giovanissimi.

#### Terza squadra (Allievi)
Nel sistema prebellico gli Allievi costituivano la Terza squadra delle società di rango nazionale.
- Campioni lombardi di Seconda Divisione 1933

#### Squadra Allievi Nazionali
La Squadra Allievi Nazionali partecipa al torneo nazionale della categoria, nel quale è terzo fra le squadre con il maggior numero di vittorie (5, a pari merito con il Torino).
A livello internazionale, il Milan occupa il secondo posto per numero di trofei Città di Arco vinti (6, a pari merito con l'Atalanta), preceduto soltanto dalla Juventus (7).

##### Competizioni nazionali
- Campionato Allievi Nazionali: 5

1994-1995; 1995-1996; 2002-2003; 2006-2007; 2010-2011
- Tornei Albertoni: 7

1957, 1958, 1963, 1964, 1966, 1969, 1971
- Trofeo Umberto Trabattoni: 1

1967-1968
- Torneo di Trieste: 1

1970
- Trofei Ottorino Barassi: 7

1972-1973, 1973-1974, 1975-1976, 1976-1977, 1977-1978, 1978-1979, 1979-1980
- Torneo Città di Desenzano: 1

1972-1973
- Torneo Città di Rimini: 1

1972-1973
- Torneo Clemente Morando: 1

1979-1980
- Torneo Ponte San Pietro: 1

1979-1980
- Trofeo Città di Rovigo: 1

1981-1982
- Memorial Scopigno Città di Rieti: 1

2013
- Torneo di Volpiano: 1

2013
- Memorial Nardino Previdi: 1

2013
- Ferroli Cup: 1

2014
- Memorial Federico Pisani: 1

2014

##### Competizioni internazionali
- Torneo Internazionale Carlin's Boys: 2

1963; 2010
- Torneo Internazionale di Udine: 1

1969
- Torneo Internazionale di Argentan: 1

1977
- Trofei Grossi-Morera: 4

1981, 1982, 1985, 1988
- Torneo di Wasqueal: 1

1984-1985
- Trofeo Città di Arco Beppe Viola: 6

1985; 1986; 1988; 2000; 2002; 2004
- Torneo Internazionale Città di Gradisca - Trofeo Nereo Rocco: 3

1986; 1987; 2009
- Torneo Internazionale dell'Amicizia: 1

1988
- Coppa Gaetano Scirea: 1

2016

### Squadra Under-16
La divisione giovanile Under-16 fu istituita nella stagione sportiva 2016-2017.

#### Competizioni nazionali
- Campionato Nazionale Under-16: 1

2016-2017
- Memorial Tommaso Maestrelli: 3

1990; 1996; 2004

#### Competizioni internazionali
- Memorial Mariani-Pavone: 1

2018

### Squadra Giovanissimi (Under-15)

#### Competizioni nazionali
- Campionato Nazionale Under-15: 3

1991-1992; 2009-2010, 2021-2022
- Torneo Lanfranco Alberico di Vercelli: 1

1979-1980
- Memorial Carletto Annovazzi: 8[179]

1983; 1987; 1988; 1998; 1999; 2009; 2010; 2012
- Memorial “Niccolò Galli”: 5

2002, 2004, 2006, 2009, 2011
- Memorial Laura Nardoni: 2

2009, 2011
- Torneo Venaria: 1

2011
- Torneo Lennart Johanson Trophy: 1

2011
- Memorial Cossetti: 1

2011
- Memorial Rossano Giampaglia: 1

2012
- Supercoppa Settembre Lucchese: 1

2012
- Memorial Menchi: 1

2013
- Trofeo Graziano Peretti: 1

2013
- Torneo della Solidarietà BCC UNICEF di Lodi: 1

2014
- Nike Premier Cup: 1 (edizione italiana)

2013

#### Competizioni internazionali
- Torneo di Charleroi: 1

1984-1985
- Memorial Gaetano Scirea: 7[181]

1994; 1997; 2001; 2006; 2010; 2018; 2019
- Trofeo Carnevale Città di Gallipoli: 5

2006; 2009; 2013; 2016; 2018
- Torneo Cairo Montenotte: 1

2009
- Pfingsmasters di Lucerna: 1

2014

### Squadra Under-14

#### Competizioni internazionali
- Coppa Angelo Quarenghi: 4[182]

2012; 2017; 2018; 2019

### Squadra Esordienti (Under-12)
La squadra esordienti prende parte ai campionati nazionali e internazionali, riservati ai ragazzi di un'età compresa tra gli 11 e 12 anni.

#### Competizioni nazionali
- Memorial Alvaro Gasparini: 3

1979-1980, 1980-1981, 1981-1982
- Torneo di Lissone: 1

1979-1980
- Torneo Aldo Roncon: 1

1979-1980
- Torneo di Cassano d’Adda: 1

1979-1980
- Trofeo Virgilio Maroso: 1

1981-1982
- Trofeo di Parma: 1

1981-1982
- Trofeo Magistrelli: 1

2012
- Memorial Roberto Clagluna: 2

2012-2013, 2013-2014
- Torneo Internazionale Alpi Apuane: 1

2014
- Torneo Internazionale Città di Ortonovo: 1

2014
- Trofeo Giovanni Alberto Agnelli: 1

2014
- Torneo CUS Ferrara: 1

2014
- Memorial Francesco Zagatti: 1

2014
- Torneo Primaverile di Calvenzano: 1

2014
- Torneo Act Finanz: 1

2021

#### Competizioni internazionali
- Torneo ZZF di Voorschoten: 1

2014
- International Cup di Liegi: 1

2014

### Squadra Pulcini (Under-11)
La squadra Pulcini (che comprende un'età dagli 8 agli 11 anni) prende parte ai vari tornei Under-11 a livello nazionale e internazionale.

#### Competizioni nazionali
- Memorial Pietro Martinelli: 3[186]

1993; 1995; 1997
- Memorial Nico nel Cuore: 1

2011, 2013
- Blasu Sport: 1

2012
- Torneo dell'Immacolata: 1

2012
- Torneo Big Ball di Borgonovo Valtidone: 1

2012-2013
- Torneo Noventa Padovana: 1

2012-2013
- Memorial Gaetano Scirea: 1

2012-2013
- Memorial Pasquali: 1

2012-2013
- Memorial Scopigno Città di Rieti: 1

2013
- Torneo di Mantova: 1

2013
- Torneo Pro Terremotati dell'Emilia: 1

2013
- Torneo Nazionale Città di Zevio: 1

2013
- Torneo della Regione Lombardia: 1

2013
- Memorial Florindo Cabrini: 1

2013
- Pro Sesto Cup: 1

2013
- Torneo di Borgomanero: 1

2014
- Torneo di Vigevano: 1

2014
- Trofeo Città di Crema: 1

2014
- Memorial Angelo Cigognini: 1

2014
- Torneo Nazionale "Taglio di Po": 1

2014
- Torneo di Padova: 1

2014
- Memorial Stefano Borgonovo: 1

2014
- Memorial Guido Susini: 1

2014
- Trofeo Schinelli: 1

2013-2014

#### Competizioni internazionali
- Memorial Roberto Rosato: 1

2011
- Torneo Internazionale di Barcellona: 1

2012
- Torneo OMV International: 1

2012-2013
- Torneo di Venlo: 1

2012-2013
- Torneo Internazionale Simtec Engeneering: 1

2013
- Junior Cup di Viersen: 1

2013
- Torneo Internazionale di Natale: 1

2013
- International Tournament SK Rapid Vienna: 1

2014
- Imexso Cup: 1

2014
- International Blitzturnier di Vienna: 1

2014
- International Pfingsturnier: 1

2014

## Riconoscimenti
Si riporta una lista di diversi premi e riconoscimenti, in ordine cronologico, conferiti al Milan da parte delle organizzazioni calcistiche, storico-sportive e di stampa in base ai suoi meriti sportivi nel corso degli anni.

### A livello nazionale
- Premiata quale Squadra sportiva italiana dell'anno dal quotidiano italiano La Gazzetta dello Sport: 4[188]

1979, 1989, 2007, 2022
- Premiata quale Squadra sportiva mondiale dell'anno dal quotidiano italiano La Gazzetta dello Sport: 1

1989
- Migliore società AIC[189]: 1

2022

### A livello internazionale
- Premiato quale Squadra europea dell'anno dalla rivista inglese World Soccer: 3

1989; 1994; 2003
- Premiata quale Squadra europea dell'anno dalla rivista francese France Football: 2[190]

1989; 1990
- Inserito al primo posto del ranking mondiale per club dall'International Federation of Football History and Statistics (IFFHS)[191][192]

In 37 occasioni dall'istituzione del ranking nel 1991
- Premiato quale Squadra mondiale dell'anno dall'IFFHS: 2[193]

1995; 2003
- Premiata quale Squadra mondiale del mese dall'IFFHS: 4[194]

Ottobre 2004; Aprile 2005; Novembre 2006; Aprile 2011
- Inserita al primo posto del ranking dei club per coefficiente dall'Unione delle Federazioni Calcistiche Europee (UEFA)[195]

Durante due quinquenni dall'istituzione del ranking nel 1979
- Inserita al terzo posto nella classifica dei migliori club della storia del calcio dalla rivista tedesca Kicker-Sportmagazin[196]

1998
- Inserito al quarto posto nella classifica dei primi cento club nella storia delle competizioni europee dalla rivista francese L'Équipe[197]

Giugno 2015
- Inserita al quarto posto nella classifica dei primi quaranta club nella storia delle competizioni europee dall'emittente inglese BBC[198]

Aprile 2020

#### Inserimenti in liste secolari
- Inserito al nono posto nella lista dei migliori club del XX secolo a livello mondiale[199] dalla Federazione Internazionale del Calcio (FIFA)[200]

23 dicembre 2000
- Inserito al quarto posto nella lista dei migliori club europei del XX secolo dall'IFFHS[201]

10 settembre 2009
- Inserita al quinto posto nell'All-Time Club World Ranking dall'IFFHS[202]

Durante tre anni dall'istituzione del ranking nel 2007

### Altri
- Premiato con il Multiple-winner badge, riconoscimento conferito dalla UEFA alle squadre di club che hanno vinto la UEFA Champions League almeno 5 volte o per un minimo di 3 volte consecutive.[203]

2000
- Premiato con la Champions of Europe plaque dall'Unione delle Federazioni Calcistiche Europee (UEFA): 2[204][205]

2005; 2015
- Premio Gianni Brera allo sportivo dell'anno: 1

2007
- Premio Gran Galà dello Sport al miglior sportivo[206]: 1

2008